# Efekt Streisand

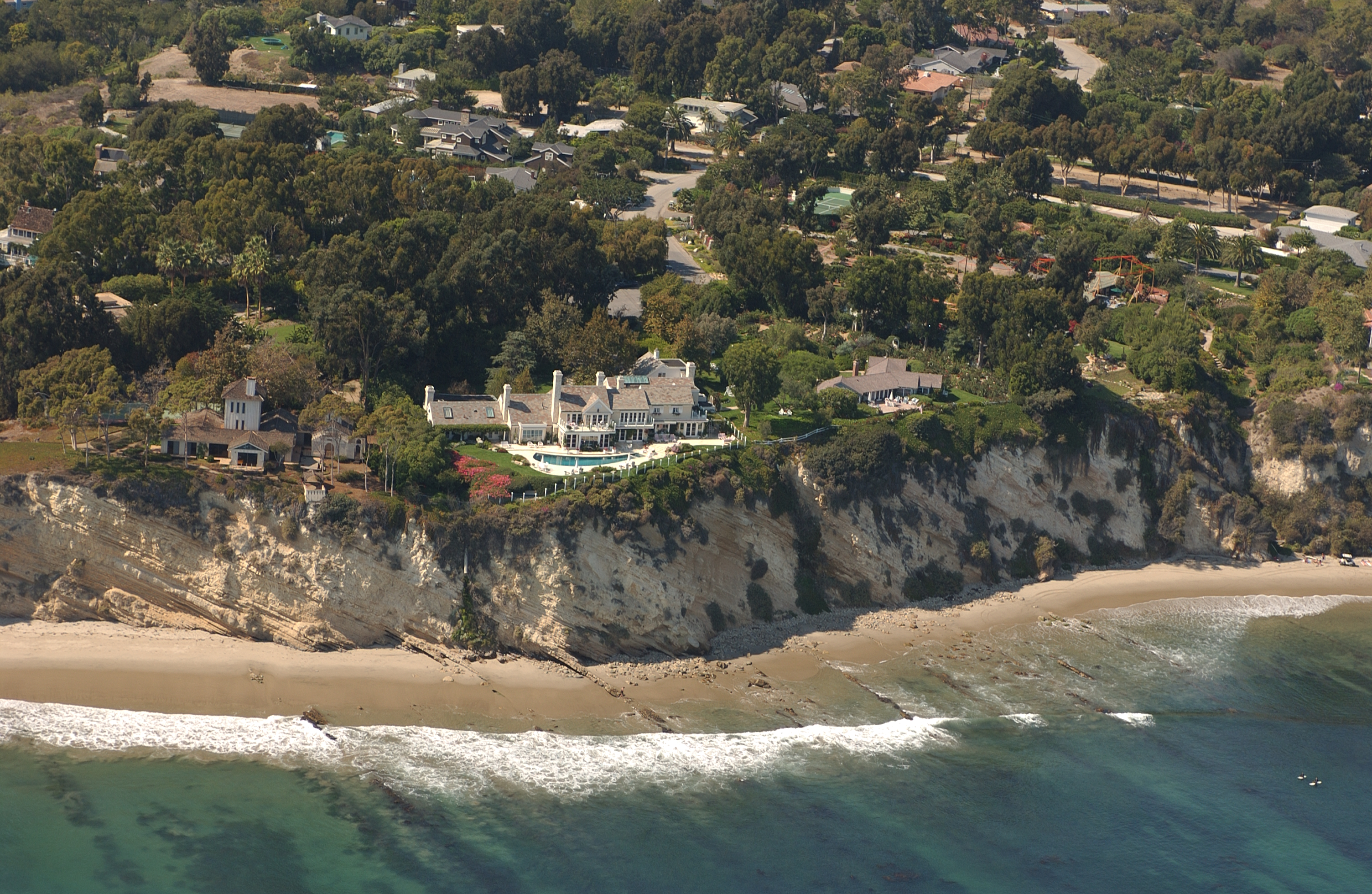
Fotografia wybrzeża, na której widać dom Barbry Streisand

Efekt Streisand – rodzaj internetowego zjawiska, w którym na skutek prób cenzurowania lub usuwania pewnych informacji (plików, zdjęć czy całych stron internetowych) dochodzi w krótkim czasie do rozpowszechnienia ich wśród szerokiej grupy odbiorców, np. poprzez stosowanie tzw. mirrorów bądź poprzez sieci peer-to-peer.
Rozgłos towarzyszący poszukiwaniu takiej, choćby błahej, informacji wpływa na wrażenie zwiększania się jej „wartości” dla potencjalnych odbiorców, co w efekcie przekłada się na wzrost jej popularności.

## Etymologia
Nazwa tego zjawiska wiąże się ze sprawą z 2003, kiedy Barbra Streisand pozwała fotografa Kennetha Adelmana o naruszenie prywatności za umieszczenie zdjęcia lotniczego jej domu w publicznie wystawionej kolekcji, za co zażądała 50 milionów dolarów odszkodowania. Sąd odrzucił pozew, a Streisand musiała opłacić koszty sądowe wynoszące 177 tysięcy dolarów. Kolekcję Adelmana stanowiło 12 tysięcy zdjęć wybrzeża Kalifornii, które miały dokumentować jego postępującą erozję.

## Przykłady
- W 2007 użytkownik serwisu Digg odkrył, że wszystkie odtwarzacze HD DVD z cyfrowym systemem ochrony praw autorskich AACS posiadały system zabezpieczeń, który mógł być złamany przez wprowadzenie ciągu znanego jako 09 F9[3]. Przedstawiciele przemysłu muzycznego próbowali zablokować klucz AACS, usuwając artykuł na Digg (gdzie po raz pierwszy został odkryty). Usunięcie artykułu wywołało gorące dyskusje i rozprzestrzeniło informacje o kodzie.
- W lutym 2009 opublikowano w internecie film z rozmową Kamila Durczoka, w którym prezenter Faktów używa wulgarnych słów. Telewizja TVN bezskutecznie próbowała zabronić rozpowszechniania nagrania, powołując się na prawa autorskie[4].
- W 2013 roku francuska służba specjalna DCRI próbowała usunąć artykuł Station hertzienne militaire de Pierre-sur-Haute opisujący wojskową stację radiową Pierre-Sur-Haute we francuskojęzycznej Wikipedii. DCRI wpłynęło na administratora francuskojęzycznej Wikipedii Rémiego Mathisa, aby usunął artykuł. Niemal natychmiastowo artykuł został przywrócony przez innego wikipedystę ze Szwajcarii[5]. W wyniku sporu artykuł stał się najczęściej czytanym artykułem na francuskojęzycznej Wikipedii, a w czasie jednego weekendu uzyskał ponad 120 000 wyświetleń[6]. Został również przetłumaczony na wiele innych języków[7].
- Pod koniec 2017 roku do Internetu wpłynęło nagranie przerabiające utwór Golec uOrkiestra „Ściernisco”. Zespół prawny braci Golec nieskutecznie podjął próby usunięcia nagrania w sieci, co przyczyniło się do szerzenia nienawiści wobec braci Golec[8].

- W czerwcu 2024 roku Jakub Biel opublikował film, w którym opowiada o piśmie od firmy Biedronka[9]. Prawnicy sieci wezwali Biela do niezwłocznego usunięcia z internetu satyrycznej grafiki zawierającej logotyp oraz hasło "Biedronka - więcej palet w alejkach, niż otwartych kas". Kreacja była częścią autorskiej serii "Szczere marki", która pokazywała nieistniejące reklamy firm[10]. Próba cenzury prawem autorskim(inne języki) spotkała się ze sprzeciwem, a temat stał się viralem i w samych mediach osiągnął 3,2 mln zasięgu[11]. Dodatkowo sprawa była omawiana w mediach społecznościowych, na streamach czy kanałach commentary na YouTube[12]. Temat w formie real-time marketingu wykorzystała konkurencyjna firma Lidl, która opublikowała kreację sugerującą, że Jakub robi zakupy właśnie w niemieckiej sieci[13].
- W styczniu 2025 Roman Giertych na portalu X zasugerował skierowanie do sądu spraw internautów udostępniających link do filmu Leszka Kraskowskiego, który wiąże go ze sprawą spółki Polnord. Skutkiem tego link do filmu udostępniano masowo i został wyświetlony w ciągu kilku pierwszych godzin około 30 tys. razy[14].